# Charles III, hertig av Bourbon

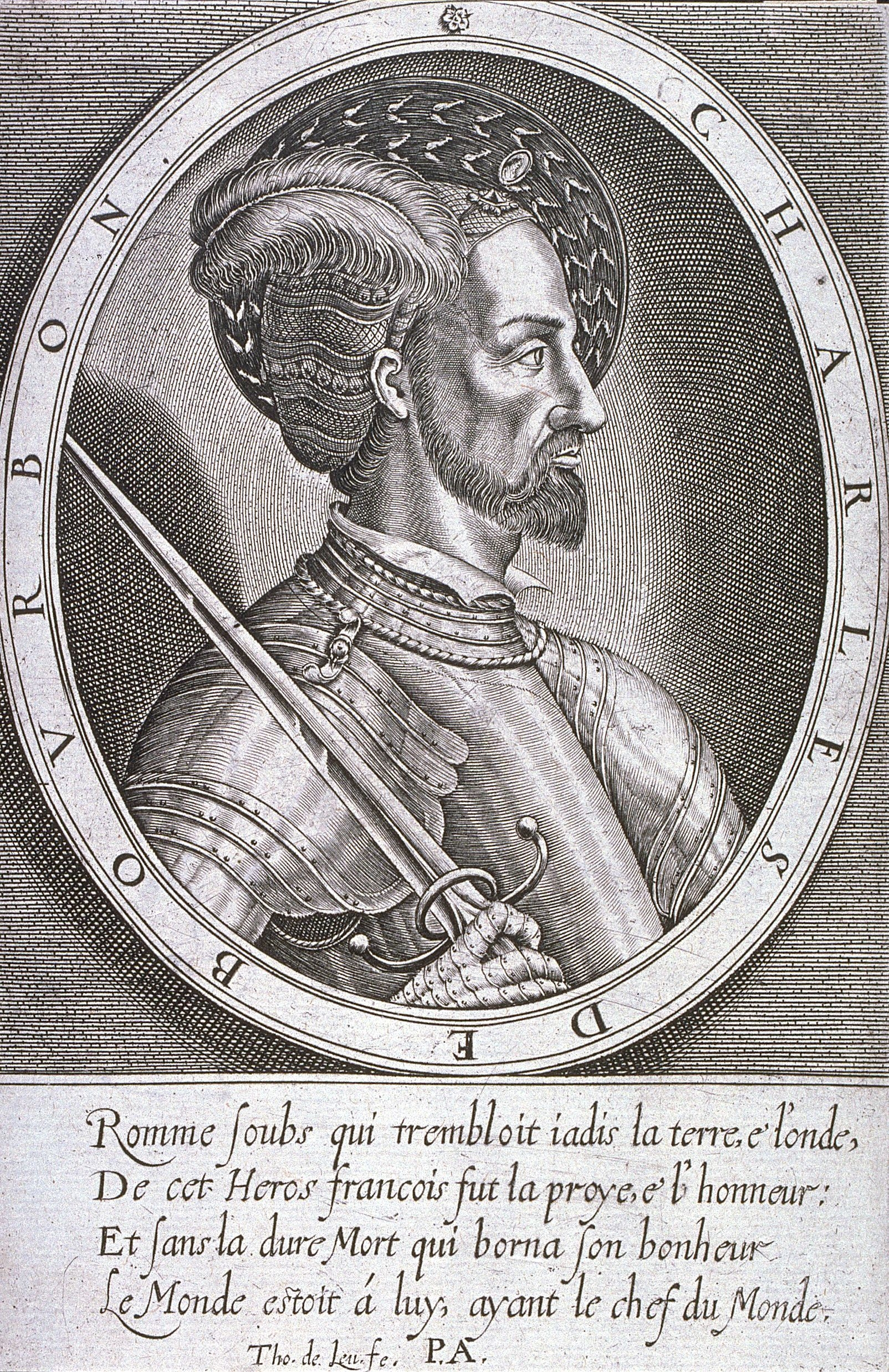
Charles de Bourbon-Montpensier, kopparstick av Thomas de Leu.

Charles III, hertig av Bourbon, känd som konnetabeln av Bourbon, född 17 februari 1490 i Montpensier, död 6 maj 1527 i Rom, var en fransk hertig. Han var son till Gilbert av Bourbon, greve av Montpensier.

## Biografi
Efter sin släkting Pierre II av Bourbons död 1503 gjorde Charles anspråk på dennes arv, och lyckades genom att gifta sig med dennes dotter Suzanne av Bourbon 1505 överta Pierres hertigdöme och blev därigenom Frankrikes mäktigaste läntagare. 
Han utmärkte sig i Ludvig XII:s här i slaget vid Agnadello 1509 och erhöll vid sin barndomsvän Frans I:s tronbestigning 1515 Frankrikes högsta militära värdighet, konnetabelns. Segern över schweizarna i slaget vid Marignano samma år var till största delen hans verk. Som vicekung över Milano försvarade han därefter det nyvunna området med framgång mot kejsar Maximilian. 
Påverkad av sin mor, Louise av Savojen, började Frans dock att hysa misstro mot Charles av Bourbon, och när Charles gemål Suzanne Bourbon avled 1521, gjorde kungens mor anspråk på arvet efter henne. Förbittrad över detta inlät sig nu Charles i förhandlingar med Karl V, och då dessa upptäcktes flydde han och tjänade sedan kejsaren. 
Hans infall i Provence gav ingen varaktig framgång, men i slaget vid Pavia 1525 bidrog han väsentligt till Frans I:s nederlag. År 1527 anförde han den spansk-tyska här, som av kejsaren sändes till Rom och förde den genast till storms mot staden. Charles skall själv ha varit den förste på stormstegen när anfallet inleddes men stupade, träffad av en muskötkula i huvudet. Guldsmeden Benvenuto Cellini hävdade att det var han som hade avlossat skottet.